# 香川県立高松桜井高等学校
香川県立高松桜井高等学校（かがわけんりつたかまつさくらいこうとうがっこう）は、香川県高松市多肥上町に所在する公立の高等学校。略称は「桜井高」、「桜井」。高松桜井高生を指す場合は「桜井生」。

## 概略
1995年に開校した香川県下で2番目に新しい高校である。特色としては、3年生次に個々の進路に応じて授業が選べる自由選択講座制が開講されていることが挙げられる。
2012年6月に香川県内の学校で初めてユネスコスクールに認定されている。

## 設置学科
- 普通科

## 沿革
- 1994年（平成6年）11月 - 香川県立高松桜井高等学校として設置。
- 1995年（平成7年）4月 - 開校。
- 2012年（平成24年）6月 - ユネスコスクールに認定。
- 2024年（令和6年）　30周年（予定）

## 学校行事
- 体育祭（4月）
- 文化祭（9月）
  - 「文化発表の場であることを強調する」という姿勢から、他校のように「○○祭」とせず、「文化祭」という呼称が用いられる。
  - 第10回文化祭では角田信朗が来校した。なお同じ年度に、創立10周年を祝い香川県県民ホール大ホールでアグネス・チャンの講演も行われた。
  - 第20回文化祭ではロザンが来校した。同年の創立20周年記念式典では、香川県県民ホール大ホールで東儀秀樹の講演・演奏が行われた。

## アクセス
- 高松琴平電気鉄道琴平線太田駅下車徒歩約20分。
- ことでんバス川島線レインボー通り経由便、行先No.65/64）・太田駅サンメッセ線香川県済生会病院・高松桜井高校バス停下車
  - 当校へのバス路線は開校当初は開設されておらず、後に開設された時は1日6往復であった。2006年10月1日に4往復がルート変更され10往復増便された。2011年10月からは太田駅サンメッセ線が太田駅で琴電琴平線電車に接続する形で30分ごとに運行されるようになっている（2021年11月7日より伏石駅に発着地変更）。川島線を使ってのアクセスは市街地方面からの利用時に限られており、川島方面から本路線を利用すると、旧空港通り・サンメッセ経由の便がメインとなっているダイヤのため通学などへの利用は難しい（No.61・63/62）。

## 特記事項
- 制服は、男女ともブレザーであるが、男子と女子でデザインが異なる。同校の制服は、過去に雑誌で「香川県で一番おしゃれな制服」に選ばれたことがある。
- 2007年度入学生からは、夏の体操服の短パン及びハーフパンツが男女ともに長めのハーフパンツに変わる。
- 学年のカラーが決められ、赤、緑、青のどれかが1年ごとに廻ってくる。これは冬服のブレザーにつける校章バッジの色になる。また、体操服の肩ラインと体育館シューズのラインの色、自転車のステッカーの色にも使われる。
- 髪型についての規定は2023年度春から少し緩和され、ツーブロックが許可されたが、現在も不適当と思われる指導が残っている。

### 自由選択講座制
自由選択講座制とは、本校で採用されている特色ある教育システムの一つ。
芸術科、地理歴史科、理科を除いて1年次・2年次はおおむね各ホームルームごとに授業を受けるが、3年次には必修科目のみホームルームごとに授業を受け、その他の科目は個々人の進路希望や好みに合わせて自由に選択できるというものである。大学受験に特化した授業や、趣味と実益を兼ねた授業など、様々なカリキュラムを受講できる。
特色ある科目として「第2外国語（1998〜2009）」、「郷土の文学（2005〜2007）」、「日本の文化史（2005〜2009）」、「世界の思想・文化（2005〜2009）」、「被服製作（2005〜2009）」、「フードデザイン（2005〜2009）」、「情報実践（2005〜）」、「トータルフィットネス（2005〜）」などが挙げられる。
ただしすべての科目が毎年開設されているわけではない。上に述べたような科目は受験に必要な生徒のための「英語II」、「数学II」などの裏で、私大、短大、専門学校志望の生徒のために設けられており、生徒が集まらない第2外国語などは2005年、2006年と開講されていない。逆に、2006年度の「フードデザイン」のように、生徒が2、3人でも集まれば開講される場合もある。
なお、単位は各授業ごとに認定され、その合計で卒業判定を行う。

## 出身者
- 田中尚貴 - 俳優。第1期卒業生。
- 吉田詩織 - ABCラジオ『おはようパーソナリティ道上洋三です』アシスタント（2014年春 - ）。元・同番組ほかスタッフ。第7期卒業生。
- 篠丸のどか - 漫画家。代表作『うどんの国の金色毛鞠』。第7期卒業生。
- 髙木裕平 - 声優。代表作『七つの大罪 (漫画)』。第8期卒業生。
- 南部俊介 - ビジネスマン。サッカー部を代表する不動の右サイドバック。第11期卒業生。